# 乐汝成
乐汝成，清末民国食品工业家，中国罐头产业奠基人，当时人称“罐头大王”和“饼干大王”。济南开埠的关键商人之一。浙江镇海县人。其创办的“泰康”是老上海南京路上食品名牌。

## 生平
清末生于浙江宁波府镇海县庄市贵驷爱登村，早年赴上海做学徒，入春阳南货号，后自主经营南北货、百货业。1914年，赴山东创办南北货店，在济南创办泰康食品有限公司，生产罐头，初以宁波菜风味凤尾鱼、黄花鱼、油焖笋等制成罐头而畅销，后成为中国最大的华资罐头厂，人称“罐头大王”。
1923年(另说1921年)，因避北方战事，搬迁企业总部到上海，兼生产饼干、糖果、糕点，先后引进英国、美国饼干制造机器规模生产，以“福”字作商标，生产“泰康”牌饼干，成为中国最大饼干厂，故誉为“饼干大王”。二战前乐所经营的泰康是当时中国规模最大的产销联营食品集团。其弟乐宝成亦为著名民族食品实业家。

## 遗迹
- 今浙江宁波乐汝成故居和乐氏大宅[4]。
- 今宁波爱登桥，为乐于1947年捐建，方椒伯题额[5]